# Abiba Dafia Ouassagari
Abiba Dafia Ouassagari est une femme politique béninoise. Elle est successivement sous-préfet, cheffe de la circonscription urbaine de Natitingou et maire de la ville de Kérou.

## Biographie
Abiba Dafia Ouassagari est née en 1958 à Kpikiré. Elle  fait ses études à Kpikiré, Djougou, Kandi et Parakou. À son élection en 2002, elle est la seule femme maire,, du Bénin. Elle occupe cette fonction pendant 12 ans.